# Giovanni Battista Doni
Pour les articles homonymes, voir Doni.
 (décembre 2022).
Giovanni Battista Doni, né à Florence en 13 mars 1595 et mort dans la même ville en 1er décembre 1647, est un érudit et théoricien de la musique italien. Doni parait être le premier qui ait employé le do au lieu de l’ut dans la solmisation.

## Biographie

### Jeunesse et formation
Patricien de Florence, il y naît en 1595. Il fait ses premières études à Bologne et les termine à Rome, sous les jésuites : il y fait de si grands progrès dans la langue grecque, la rhétorique, la poétique et la philosophie, qu’il laisse loin derrière lui tous ses condisciples : il s’applique aussi avec fruit à la géographie et à la géométrie.
Son père, qui le destine au barreau, l’envoie en France en 1613 ; il se rend à Bourges, entre dans la célèbre école de Cujas et y passe cinq ans, livré principalement à l’étude du droit, mais cultivant en même temps la littérature grecque, la philosophie, l’histoire, la chronologie, l’histoire naturelle et les autres sciences physiques ; en outre il apprend parfaitement le français et l’espagnol.
De retour en Italie en 1618, il reçoit le doctorat dans l’Université de Pise, où il étudie en même temps les langues orientales et particulièrement l’hébreu.
Son père le presse, malgré sa répugnance, de prendre l’état auquel il l’avait destiné ; mais le cardinal Octave Corsini, envoyé légat en France, ayant proposé au jeune Doni de l’y emmener avec lui, il accepte cette offre avantageuse et passe plus d’un an à Paris, occupé à visiter les bibliothèques publiques et particulières, à y puiser de nouvelles connaissances, à fréquenter les savants dans tous les genres et de tous les partis : ne cherchant en eux que la science, il sait se faire aimer de ceux qui se haïssent entre eux, comme du Père Pétau et de Saumaise.
Des affaires de famille et la mort d’un frère qu’il aime tendrement, le rappellent à Florence en 1622 : il s’y livre avec la plus grande ardeur à l’étude des antiquités, qui devient sa passion dominante et l’objet principal de ses recherches, de ses dépenses et de ses travaux. Il parvient à rassembler une collection immense d’inscriptions, de vases, d’autels, de cippes et d’autres objets d’antiquité les plus curieux et les plus rares : il les met en ordre, les commente, les explique et en forme un Trésor à ajouter à celui de Gruter, qui ne voit le jour qu’un siècle après sa mort.

### Carrière
Le pape Urbain VIII, Barberini, élu en 1623, le cardinal, neveu, Francesco Barberini, appelle Doni à Rome et le loge dans son palais. Ce cardinal aime et cultive la poésie latine, comme le pape son oncle ; il aime encore plus la musique. Doni, qui avait composé des vers latins dès sa première jeunesse, avait aussi fait une étude approfondie de la musique tant ancienne que moderne, mais surtout de l’ancienne : il emploie ces deux moyens pour plaire à ses nouveaux patrons : il fait un poème latin à la louange du pape, et, pour le cardinal, des dissertations savantes sur la musique qui accompagne chez les anciens les représentations théâtrales.
Le cardinal Barberini étant venu en France en 1625 avec le titre de légat, y amène plusieurs savants. Doni ne peut manquer d’être du nombre ; à l'occasion il revoit avec plaisir ses anciens amis et sait s'en faire de nouveaux, plus heureux que Barberini, qui réussit fort mal dans cette légation. Le cardinal eut plus de succès en Espagne, où il passe ensuite avec son savant cortège. Doni profite, comme il le faisait partout, de son séjour dans ce royaume, pour visiter les gens de lettres et les bibliothèques, et pour accroître ses collections d’inscriptions et de notes. Il reprend à Rome ses anciennes occupations et commence plusieurs ouvrages sur les questions d’antiquité les plus variées et les plus curieuses ; il travaille et à tous en même temps, à mesure que de nouveaux objets lui fournissaient des observations nouvelles.
Ces travaux multiples, connus du souverain pontife, sont source d'une récompense par le titre de secrétaire du Sacré Collège. Son existence à Rome est aussi douce qu’honorable ; mais il y est troublé par la mort de plusieurs de ses amis, parmi lesquels il regrette surtout le savant Jérôme Aléandre ; il compose en vers élégiaques latins une inscription pour son tombeau.
D’autres pertes qu’il fit à Florence ne lui furent pas moins sensibles. Il lui restait deux frères : l’un mourut de maladie, l’autre fut tué en duel ; et Jean-Baptiste, forcé de retourner dans sa patrie pour soigner ses affaires domestiques, quitta en 1640 ses espérances de fortune, et plus péniblement encore tous les moyens que Rome lui offrait de satisfaire sa passion pour l’étude des antiquités et des monuments.
Il accepta une chaire publique d’éloquence qui lui fut offerte par le grand-duc Ferdinand II de Médicis, et fut reçu de l’Académie de Florence et de celle de la Crusca. Il continue de se livrer avec le même zèle à ses recherches sur la musique des anciens et principalement sur leur musique et leur déclamation théâtrales ; il y mêle des études plus sérieuses et s’applique même à l’agriculture.

### Dernières années
Marié en 1641 et père de plusieurs enfants, il désire leur laisser une fortune honnête et une éducation soignée ; mais ayant été pris subitement d’une fièvre putride, il y succombe en peu de jours et meurt âgé de cinquante-trois ans. Il joignait à un profond savoir un caractère doux, des mœurs pures et toutes les qualités qui commandent l’estime et qui inspirent l’amitié.
Nicolas Heinsius fait pour lui une épitaphe qu’on trouve dans ses poésies latines et qui a pour titre cette inscription :

« JO. BAPT. DONIO
PATRICIO FLORENTINO
VIRO INTER DOCTOS OPTIMO
INTER BONOS DOCTISSIMO
MUSICÆ VETERIS ET ANTIQUITATIS
OMNIS
MAGNO INSTAURATORI
IMMATURA MORTE SUBLATO. »

## Œuvres
Le nombre des ouvrages que l’on a de ce savant est moins considérable qu’on pourrait le croire d’après ce tableau rapide de ses travaux. Ce sont :
- Quelques poésies latines publiées à Rome en 1628 et 1629, in-8° et in-4° ;
- Un Traité abrégé, en italien, sur les genres et sur les modes de la musique, etc., Rome, in-4°, 1635 ;
- Des Notes sur ce Traité, contenant des explications sur les endroits obscurs et les plus difficiles ; suivies de deux Traités sur les tons, les vrais modes et l’harmonie des anciens, et de sept Discours sur les questions de musique les plus importantes, et sur les principaux instruments, Rome, in-4°, 1640 ;
- Orazione funerale delle lodi di Maria regina di Francia, etc., Florence, 1643, in-4° ;
- Dissertatio de utraque poenula, Paris, 1644, in-8° ;
- De praestantia musicae veteris libri tres, totidem dialogis comprehensi, etc., Florence, 1647, in-4° ;
- De restituenda salubritate agri Romani, opus posthumum Urbano VIII, pont. max. jam pridem ab auctore inscriptum, etc., Florence, 1647, in-4° ;
- Le célèbre antiquaire Anton Francesco Gori, prévôt (proposto) de la basilique du baptistère de Florence, et professeur d’histoire, publia un Recueil précieux d’inscriptions, avec des notes, que Doni avait laissé inédit, Florence, in fol., 1731 ;
- Le même Gori avait aussi préparé pour l’impression deux autres volumes très curieux de notre auteur sur la musique ; mais il mourut avant de pouvoir les publier, et ce fut le savant Passeri qui en donna enfin l’édition ; le premier est intitulé : Lyra Barberina ΑΜΦΙΧΟΡΔΟΣ, accedunt ejusdem opera, pleraque nondum edita, ad veterem musicam illustrandam pertinentia, etc., Florence, 1763, in-fol. Dans ses recherches sur la musique et sur les instruments des anciens, Doni en avait surtout fait sur la lyre. Il avait cru retrouver entièrement la forme, les proportions et l’organisation de cet instrument ; il fit construire une lyre qu’il monta, et sur laquelle il exécutait des morceaux composés dans le genre antique : il dédia cette lyre au pape Urbain VIII, et l’appela de son nom, Lyra Barberina. Il y joignit dissertation savante en quatorze chapitres, où il explique toutes les parties de la lyre des anciens, dont on trouve des traces dans leurs ouvrages, et où il démontre ensuite qu’il les à toutes reproduites dans sa Lyre Barberine. Le même volume, qui est orné de plusieurs gravures relatives au sujet, contient divers opuscules, la plupart écrits en latin, sur différentes parties de la musique ancienne. L’auteur, sans résoudre entièrement les questions qu’il traite, montre cependant beaucoup de connaissances dans cette matière difficile, et une grande sagacité. Le second volume, qui est presque tout en italien, a pour titre : De’ trattati di musica di Gio. Battista Doni, patrizio Fiorentino, tomo secondo ; ne’ quali si esamina e dimostra la forza e l’ordine della musica antica, e per qual via ridursi possa alla pristina efficacia la moderna, etc. Ce sont des traités, des leçons, des discours, qui ont principalement pour objet la musique dramatique des anciens, et les moyens par lesquels on entrevoyait dès-lors que l’on pourrait en renouveler les effets sur nos theâtres.
- Les Lettres, tant italiennes que latines, de J. B. Doni ont été publiées par le chanoine Angelo Maria Bandini : elles sont précédées de Commentaires sur la vie et les ouvrages de J. B. Doni, écrits en latin avec des notes. On y trouve une longue liste d’ouvrages que ce savant laborieux avait commencés, dont plusieurs même étaient achevés, mais qui sont restés inédits jusqu’à ce jour.

## Publications
- Compendio del trattato de' generi et de' modi della musica, Rome, Fei, 1635 (lire en ligne)
- Annotazioni sopra il compendio, Rome, Fei, 1640 (lire en ligne)
- De praestantia musicae veteris, Florence, Massa, 1647 (lire en ligne)